# Metopilio maculatipes
Metopilio maculatipes is een hooiwagen uit de familie Sclerosomatidae.